# Григор Михайлов
Григор (Глигор) Михайлов е български учител и революционер, деец на Вътрешната македоно-одринска революционна организация.

## Биография
Михайлов е роден в град Тетово, тогава в Османската империя. Брат е на Симеон Мисов. Работи като кундурджия и се присъединява към ВМОРО. В 1895 година е член на околийския революционен комитет на ВМОРО заедно с Владимир Трайчев, Драган Ничев, Симеон Мисов и Никола Панчев. Избран е за десетник в комитета, който брои около 50 души.
Арестуван е в 1905 година при Тетовската афера.